# 신형욱
신형욱(辛鎣旭, 1959년 ~ )은 의 대한민국의 한국외국어대학교 독일어교육과 교수이다.

## 학력
- 광주인성고등학교
- 한국외국어대학교 서양어대학 독일어과 학사(스페인어 부전공)
- 한국외국어대학교 일반대학원 독어학 석사
- 독일 뮌스터대학교 철학부 일반언어학과 언어학박사 부전공 독어학, 고전중국어, 교육학

## 경력
- 1993년부터 한국외국어대학교 사범대학 독일어교육과 교수
- 한국외국어대학교 일반대학원 언어학사, 의미론, 화용론 등을 강의
- 한국외국어대학교 통번역대학원 독한 순차 통역 교수